# Occaneechi

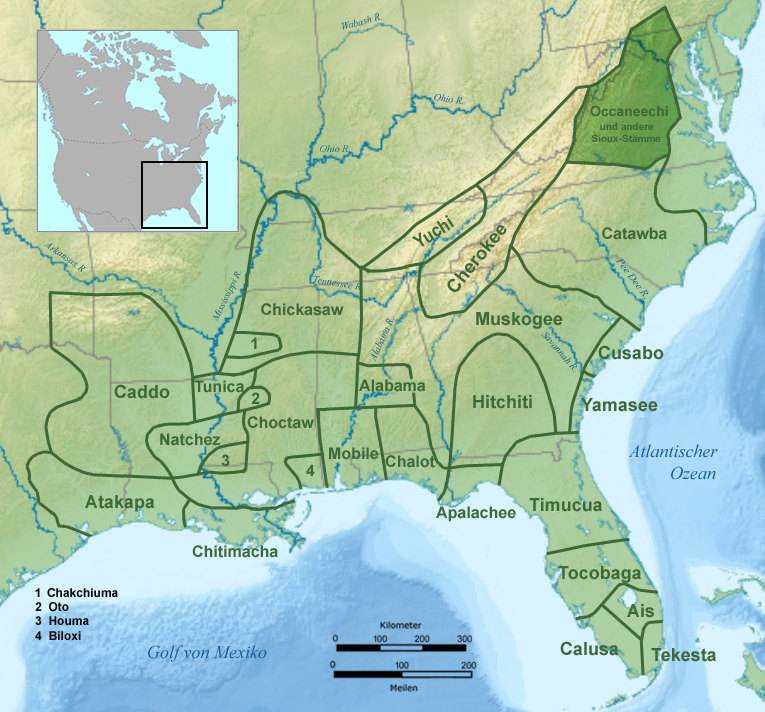
Stammesgebiet der Occaneechi und anderer östlicher Siouxstämme im 17. Jahrhundert.

Die Occaneechi, auch Occoneechee, waren ein nordamerikanischer Indianerstamm aus der Sioux-Sprachfamilie. Sie waren sprachlich und kulturell mit den Stämmen der Saponi, Tutelo, Monacan, Manahoac, Shakori und anderen östlichen Völkern der Sioux verwandt, deren traditioneller Lebensraum in der Piedmont Region der Appalachen in den heutigen Bundesstaaten North Carolina und Virginia lag. Die Occaneechi lebten überwiegend auf einer rund 6,4 km langen Insel im Roanoke River nahe der heutigen Stadt Clarksville in Virginia. Die Occaneechi Band of the Saponi Nation wurde 2002 von North Carolina staatlich anerkannt und hat rund 700 Angehörige.

## Geschichte
Um 1650 traf der englische Entdecker Edward Bland auf die Occaneechi, die auf einer schmalen Insel mitten im Roanoke River lebten. Auf Feldern am nördlichen Flussufer bauten sie Mais an. Ihre direkten Nachbarn waren Angehörige der befreundeten Tutelo und Saponi, mit denen sie sich gut verständigen konnten, da sie einen ähnlichen Siouxdialekt sprachen. Abraham Wood besuchte 1673 den Stamm und berichtete, dass sie beim Handel mit Hirschfellen eine Rolle spielten. Ihr Wohngebiet lag am Großen Handelsweg (Great Trading Path). Die Indianer nutzten den Handelsweg schon jahrhundertelang vor der Ankunft der Europäer. Dieser führte über rund 800 km von Petersburg in Virginia zu den Cherokee, Catawba und anderen Stämmen, die in der Piedmont Region von North Carolina, South Carolina und Georgia lebten. Die Wohnlage der Occaneechi am Handelsweg gab ihnen die Möglichkeit, als Mittler zwischen den Virginia-Stämmen und diversen Stämmen im Süden und Westen aufzutreten. Um 1705 galt die Sprache der Occaneechi als übliche Handelssprache, als Lingua franca unter den beteiligten Indianern.
1670 besuchte und beschrieb der deutsche Arzt und Entdecker Johann Lederer das Dorf auf der Insel. 1676 wurden die Occaneechi im Verlauf der Bacon’s Rebellion von Kolonisten unter Nathaniel Bacon angegriffen und erlitten starke Verluste. Sie flüchteten nach Süden zum Eno River in der Nähe des heutigen Hillsborough im Orange County, North Carolina. Der englische Entdecker John Lawson besuchte sie dort 1701 und bemerkte, dass ihre Hütten mit Bärenfellen an den Wänden geschmückt waren und es gebratenes oder getrocknetes Wildfleisch zu essen gab. Kein Indianerstamm habe mehr Vorräte an Lebensmitteln als dieser. Um 1712 verließen sie den Eno River und zogen nach Nordosten, um den unter dem Schutz der Kolonialregierung bei Fort Christanna am Meherrin River zu leben. Hier schlossen sie sich mit den Saponi, Tutelo und anderen Stämmen zusammen und verloren schließlich ihre Identität als eigenständiger Stamm. William Byrd erwähnte im historischen Bericht von 1728, dass die Fort-Christanna-Indianer aus den Überresten mehrerer Stämme bestehen, von denen die bekanntesten die Saponi und Occaneechi seien. Sie allein seien jedoch zahlenmäßig nicht in der Lage, sich gegen Feinde zu verteidigen, und vereinigten sich unter dem Namen Saponi. Es gibt Hinweise, dass eine Minderheit der Occaneechi gemeinsam mit den Tutelo und Saponi nach Pennsylvania und New York gezogen ist. Eine weitere Gruppe der Occaneechi hatte sich offenbar im Orange und Alamance County in North Carolina niedergelassen.
1995 behaupteten einige Bewohner aus Pleasant Grove im Alamance County, sie seien Nachfahren der Konföderation in Fort Christianna, bestehend aus Angehörigen der Occaneechi, Saponi und Tutelo. Sie veranstalteten ein jährliches Powwow unter dem Namen Occaneechi Band of the Saponi Nation und wurden 2002 von North Carolina staatlich anerkannt. Das Powwow wird jährlich am zweiten Wochenende im Juni auf dem stammeseigenen Gelände an der Daily Store Road, 16 km nördlich der Stadt Mebane in North Carolina ausgerichtet.

## Archäologie
Zwischen 1983 und 1986 wurde von Archäologen der University of North Carolina at Chapel Hill ein Dorf der Occaneechi bei der heutigen Stadt Hillsborough ausgegraben. Die Suche brachte ein kleines Dorf mit zwölf Hütten zutage, die um einem viereckigen Platz mit einer Schwitzhütte angeordnet waren. Der Ort war zum Schutz vor feindlichen Angriffen von Palisaden umgeben und in der Nähe gab einen Friedhof mit zahlreichen Gräbern. Die gefundenen Artefakte ergaben Fragmente von selbst gefertigten Tontöpfen und Werkzeugen aus Stein. Außerdem wurden von den Archäologen zahlreiche Stücke ausgegraben, die vom Handel mit Europäern stammten, wie Äxte, Messer, Hacken, Scheren und Glasperlen. Aus gefundenen Essensresten, wie Tierknochen und verkohlten Pflanzenteilen, konnten Rückschlüsse auf die Ernährung der Indianer gezogen werden. Diese basierte überwiegend auf dem Anbau von Mais, Bohnen und Squash und Fleisch von gejagten Hirschen. Das Jahr wurde in fünf Jahreszeiten eingeteilt, nämlich Pflanzung und Keimung, Reifung, Mittsommer, Ernte und Winter. Zwei Häuptlinge führten den Stamm, von denen der eine für den Krieg und der andere für den Ackerbau und die Jagd zuständig war. Bezogen auf die Größe des Dorfes und die kurze Verweildauer der Einwohner fanden die Wissenschaftler eine große Anzahl von Gräbern. Sie zeugten von den verheerenden Folgen der zahlreichen Irokesenüberfälle und eingeschleppten europäischen Krankheiten für die Occaneechi im frühen 18. Jahrhundert.